# Dallara F188
O modelo F188 é o primeiro da Dallara da temporada de 1988 da Fórmula 1. Condutor: Alex Caffi. Caffi começou a pilotá-lo a partir do GP de San Marino.

## Resultados[2]
(legenda) 
| Ano  | Chassi | Motor                | Pneus | Nº | Pilotos    | 1   | 2   | 3   | 4   | 5   | 6   | 7   | 8   | 9   | 10  | 11  | 12  | 13  | 14  | 15  | 16  | Pontos | Posição  |  |
| ---- | ------ | -------------------- | ----- | -- | ---------- | --- | --- | --- | --- | --- | --- | --- | --- | --- | --- | --- | --- | --- | --- | --- | --- | ------ | -------- |  |
|      |        |                      |       |    |            |     |     |     |     |     |     |     |     |     |     |     |     |     |     |     |     |        |          |  |
|      |        |                      |       |    |            | BRA | SMR | MON | MEX | CAN | USE | FRA | GBR | GER | HUN | BEL | ITA | POR | ESP | JAP | AUS |        |          |  |
| 1988 | 188    | Ford Cosworth DFZ V8 | G     | 36 | Alex Caffi |     | Ret | Ret | Ret | NPQ | 8   | 12  | 11  | 15  | Ret | 8   | Ret | 7   | 10  | Ret | Ret | 0      | NC (12º) |  |